# Dosage de précision renseigné par des modèles
Le dosage de précision renseigné par des modèles, ou fondé sur des modèles (en anglais : Model-Informed Precision Dosing, MIPD) revient à employer des modèles issus de la pharmacométrie à l'aide de logiciels informatiques afin d'optimiser la posologie d'un médicament pour un patient individuel.
Conçues dès la fin des années 1960, sous l'impulsions de pharmacologues cliniques tels que Lewis Sheiner, Roger Jelliffe etc., ces approches consistent à appliquer les équations et les paramètres décrivant la pharmacocinétique et la pharmacodynamie d'un médicament pour définir le meilleur schéma posologique chez un individu donné, susceptible de produire un profil de concentrations circulantes qui garantisse l'efficacité maximale et le moindre risque de toxicité. Les modèles prennent typiquement en compte les caractéristiques démographiques du patient (âge, sexe, ethnie), son profil clinique (mensurations corporelles, fonctions rénale et hépatique, comorbidités, comédications, habitudes alimentaires, prise de substances) et éventuellement des facteurs génétiques (polymorphismes affectant par exemple des cytochromes ou des transporteurs de médicaments). Au moment de démarrer un traitement, ces modèles permettent de choisir, sur la base de simulations, la posologie a priori optimale pour un patient. Durant le traitement, ces mêmes modèles permettent d'intégrer les résultats de suivi thérapeutique pharmacologique (en anglais Therapeutic Drug Monitoring, à savoir la mesure et l'interprétation médicale des concentrations sanguines du médicament) ou de mesures de biomarqueurs d'efficacité ou de toxicité, dans une démarche d'optimisation a posteriori des posologies dérivant de l'inférence Bayésienne et des boucles de rétroaction. Concrètement, ces approches font un large recours à des logiciels informatiques dédiés à l'utilisation clinique des modèles pharmacocinétiques/pharmacodynamiques, qui s'inscrivent parmi les outils informatiques d'aide à la décision clinique,. Elles complémentent le développement des médicaments fondé sur des modèles (en anglais : Model-Informed Drug Development, MIDD), essentiellement pratiqué avant commercialisation par les chercheurs de l'industrie pharmaceutique.
Les prescripteurs seront appelés à recourir de plus en plus régulièrement aux outils de dosage de précision renseigné par des modèles pour le traitement et le suivi des patients. L'individualisation des posologies représente l'aspect quantitatif de la médecine de précision, dont l'aspect qualitatif réside dans le choix personnalisé du meilleur médicament pour traiter une pathologie donnée. Cette optimisation du choix des doses est spécialement souhaitable pour les médicaments à marge thérapeutique étroite (faible différence entre concentrations efficaces et toxiques). Elle prend toute son importance également quand un traitement doit être appliqué à des patients particuliers, tels que des enfants, des personnes âgées fragiles, des patients polymorbides ou déjà lourdement traités. Des obstacles techniques font que ces approches ne sont pas encore largement implémentées dans la pratique clinique, mais il est à prévoir que les dossiers électroniques de patients connaîtront des développements informatiques permettant une intégration croissante du dosage de précision renseigné par des modèle à la pratique médicale,.